# Фрейлина
Фре́йлина (от устаревш. нем. Fräulein — незамужняя женщина, девушка, девица; нем. Hoffräulein — девушка при дворе) — младшее придворное женское звание в европейских странах (в России начиная с правления Петра I) . Давалось представительницам знатных дворянских фамилий. В Европе фрейлины составляли свиту королев и принцесс, а в России свиту императриц и великих княгинь.

## Фрейлины во Франции и Англии
Термин фрейлина появился во Франции в конце XII века, так называли женщин в свите королев.
Роль фрейлин возросла в Эпоху Возрождения, когда некоторые из них стали играть значительную роль при королевских дворах.
В обязанности фрейлин входило сопровождать королев или женщин-особ королевской крови на государственных мероприятиях и балах.  Королева Англии Елизавета I выбирала фрейлин, как правило из знатных или влиятельных семей, которые не имели права выйти замуж без её предварительного согласия.
Многие фрейлины становились любовницами английских и французских королей, играя значительную роль в политической жизни государств. Фрейлины при французском дворе Луиза Франсуаза де Лавальер и Франсуаза-Атенаис де Монтеспан, став любовницами короля Франции Людовика XIV получили титул официальных фавориток, что делало их более влиятельными персонами при королевском дворе, но при этом их дети, родившиеся от короля считались внебрачными.
Бывшая фрейлина при французском дворе Луиза Рене де Керуаль, ставшая любовницей короля Англии Карла II, была влиятельна при английском дворе, активно повышая французское влияние и была ненавидима английским парламентом.

## Фрейлины в Российской империи
Это звание следовало по старшинству за званиями статс-дамы и камер-фрейлины. Начало присваиваться с 1744 года.
Звание давалось незамужним женщинам. При назначении во фрейлины девушка получала «шифр», то есть украшенный бриллиантами вензель царственной особы, в свиту которой она поступала. При выходе замуж это звание с них снималось, но они сохраняли право быть представленными императрице и получать приглашения на придворные церемонии и балы в Большом зале Зимнего дворца вместе с мужьями, независимо от их чина.
Примерно треть фрейлин принадлежала к титулованным фамилиям; около половины из них были дочерьми лиц, имевших придворные чины и звания. Едва ли не основным преимуществом фрейлин была возможность выйти замуж, так как при дворе можно было найти наиболее выгодного, знатного и богатого жениха. Фрейлины при этом получали приданое от двора. Даже в середине XIX в. известны случаи пожалования звания фрейлины малолетним девочкам.
В 1826 г. Николай I установил комплект фрейлин — 36 человек. Часть „комплектных“ фрейлин назначалась „состоять“ при императрицах, великих княгинях и великих княжнах (эти фрейлины назывались свитскими). Многие из них постоянно находились при дворе (часто и проживали там). Фрейлины императриц считались старше фрейлин, состоявших при великих княгинях, а те в свою очередь старше фрейлин великих княжон. Фрейлины „высочайшего Двора“ не несли постоянных обязанностей. Многие из них подолгу находились в отпуске (иногда проживая вне столицы) и появлялись при дворе лишь изредка.
На эту службу обычно принимались дворянские дочери лет четырнадцати-двадцати. Жили они в Зимнем (осенью — весной) или в Летнем (весной — осенью) дворцах под присмотром мадам Екатерины Петровны Шмидт. Фрейлины посменно дежурили при императрице, круглосуточно обретаясь возле неё и исполняя те или иные высочайшие поручения. Жалованье каждой давали по 600 рублей в год; двум камер-фрейлинам — по 1000 рублей в год. Девицы, зачисленные во фрейлинский список малолетними (главным образом по причине сиротства), с 30 мая 1752 года имели оклад в 200 рублей в год. Покидали фрейлины придворную службу автоматически после выхода замуж. При этом императрица награждала невесту хорошим приданым — наличными деньгами, драгоценными вещами, платьем, кроватными и постельными уборами, галантерейными предметами на сумму от 25 до 40 тысяч рублей и красиво сделанным образом святого новобрачной.
Фрейлинские знаки носились на банте цвета Андреевской голубой ленты и прикреплялись к придворному платью на левой стороне корсажа. Ежегодно список фрейлин публиковался в адрес-календаре Российской империи. Список строился по стажу пребывания во фрейлинском звании.